# Wolfgang Schmid (Autor)
Wolfgang Schmid (* 1968 in Bregenz) ist ein österreichischer Autor, Hörspielregisseur und Theaterautor.

## Leben
Schmid studierte experimentelle Musik. Er lebt als freier Autor in Wien.
Neben Theaterstücken schrieb er mehrere Drehbücher und schuf Hörspiel- und Filmarbeiten.
Sein Hörspiel Schlachtenbummler wurde beim Wettbewerb um das Hörspiel des Monats im Januar 2002 mit einer lobenden Erwähnung ausgezeichnet. Neben einigen Spielfilmdrehbüchern hat Wolfgang Schmid seit 2004 unter dem Pseudonym Hermann Schmid rund 40 Folgen für TV-Serien wie Soko Kitzbühel geschrieben. Seit 2017 ist er zudem Teilhaber der Plan C Filmproduktion.

## Filmografie (Auswahl)

### Als Drehbuchautor
- 2002: 011 Beograd (Kinofilm)[6][7]
- 2004–2021: Soko Kitzbühel (38 Folgen unter dem Pseudonym Hermann Schmid) (TV-Serie)
- 2022: Soko Linz (2 Folgen)[4]

### Als Dramaturg
- 2024: Nebelkind - The End of Silence (Kinofilm)[4]

## Theaterstücke
Quelle: soweit nicht anders angegeben
- Siebzehn
- Machina
- Heute gehört uns Deutschland
- 2001: Niemand hat ein Arschloch wie ein Cowboy[3][8]
- 2003: Zementgarten (gemeinsam mit Martin Wall)[9]
- 2004: ABC Romeo[10]
- 2006: Ludwig/ Egon/ Romy (gemeinsam mit Martin Wall)[11]

## Hörspiele
- 2002: Mit Co-Autor Martin Schulze: Schlachtenbummler – Regie: Wolfgang Schmid und Martin Schulze (Original-Hörspiel – Deutschlandradio/ Wolfgang Schmid/ Martin Schulze (Auftragsproduktion))[12]
  - Auszeichnung: Hörspiel des Monats Januar 2002 (Lobende Erwähnung)

## Musik
2015 bis 2020: Kurator und Veranstalter von Der Rote Ballon, Elektronischer Konzertzyklus, 24 Veranstaltungen

## Stipendien und Auszeichnungen
2001: Österreichisches Dramatikerstipendium für "ABC Romeo - A Band Called Romeo"
2002: Schlachtenbummler: Auszeichnung als Hörspiel des Monats Januar 2002 (Lobende Erwähnung)